# 立陶宛游击队 (1941年)
立陶宛游击队是纳粹德国官方在第二次世界大战时期使用过的一个总称，曾被现代史学家在著作中引用，用來稱呼當時立陶宛的反共武装力量，这些人自然也曾在立陶宛被德国占领的头几个月里与纳粹合作。一部分曾在立陶宛六月起義期间抗击苏联红军的立陶宛游击队员在后来被德方整编为各种辅助部队。有少数此类部队曾协助并积极参与针对立陶宛猶太人的大规模处决，这些处决主要发生在1941年6至8月期间。
立陶宛游击队可以指以下几支活跃于1941年及之后的互无关联的组织：
- 由纳粹特工阿爾吉爾達斯·克利馬蒂斯指挥的武装力量，于1941年6月底活跃于考纳斯
- 立陶宛TDA营（英语：Lithuanian TDA Battalion），成立于考纳斯，其组建目的原本是为未來的立陶宛军队打基础，但该部队很快就转变为纳粹辅助部队，曾在第七要塞（英语：Seventh Fort）和第九要塞（英语：Ninth Fort）参与处决犹太人
- 哈曼別動隊及其立陶宛辅助人员（来自TDA营），曾在農村大规模杀害平民[4]
- 立陶宛警察营（英语：Lithuanian Auxiliary Police），成立于维尔纽斯，由苏联红军第29立陶宛地方军的3600名逃兵组成[5]
- 特别小队（英语：Ypatingasis būrys），成立于维尔纽斯，参与波納里大屠殺